# Reggiane Re.2003
Il Reggiane Re.2003 fu un aereo da ricognizione monomotore monoplano ad ala bassa sviluppato dall'azienda aeronautica italiana Officine Meccaniche Reggiane negli anni quaranta e rimasto allo stadio di prototipo.
Derivato dal caccia Re.2000, venne presentato per rispondere ad una specifica per la fornitura di un velivolo in grado di sostituire gli IMAM Ro.37, ma a causa delle priorità imposte dal decorso della seconda guerra mondiale il progetto, inizialmente approvato, venne accantonato.

## Storia del progetto
All'inizio della seconda guerra mondiale i reparti da osservazione e ricognizione della Regia Aeronautica aveva a disposizione solamente dei biplani, gli IMAM Ro.37 e Ro.37bis, che risultavano non più adatti ad un teatro bellico in cui era determinante, per la sopravvivenza dell'equipaggio, disporre di prestazioni tali da compensare la presenza della caccia nemica.
Per ovviare al problema, nel 1941 la Direzione del Genio e delle Costruzioni Aeronautiche (DGCA) del Ministero dell'aeronautica iniziò a valutare la possibilità di disporre di un velivolo con caratteristiche più avanzate. Dopo le iniziali valutazioni ritenne che lo sviluppo di un simile velivolo fosse da ricavare dal caccia Re.2000 in quel momento in fase di produzione per cui contattò la Reggiane per la fornitura di un prototipo per le valutazioni.
Il progetto, affidato agli ingegneri Roberto Longhi e Antonio Alessio verteva sul mantenimento della cellula originale aggiungendo un abitacolo biposto, una serie di finestrature atte a favorire l'avvistamento degli obiettivi da parte dell'osservatore, seduto nel seggiolino posteriore, ed un nuovo apparato radio rice-trasmittente per l'aereocooperazione. Benché fosse stato indicato di utilizzare una diversa motorizzazione, il radiale Fiat A.74 RC.38, in luogo dell'originale Piaggio P.XI RC.40 che alimentava la cellula del Re.2000 si preferì utilizzare il secondo.
La capacità di carburante di 674 litri, distribuiti in serbatoi alari ed in fusoliera, permettevano un'autonomia superiore ai Ro.37 e fu prevista una capacità di attacco al suolo dotandolo di tre attacchi, due subalari ed uno ventrale, destinati a trasportare varie combinazioni di carichi tra bombe e serbatoi di combustibile supplementare, e le originali due mitragliatrici Breda-SAFAT calibro 12,7 mm in caccia con capacità aumentata a 400 colpi per arma.

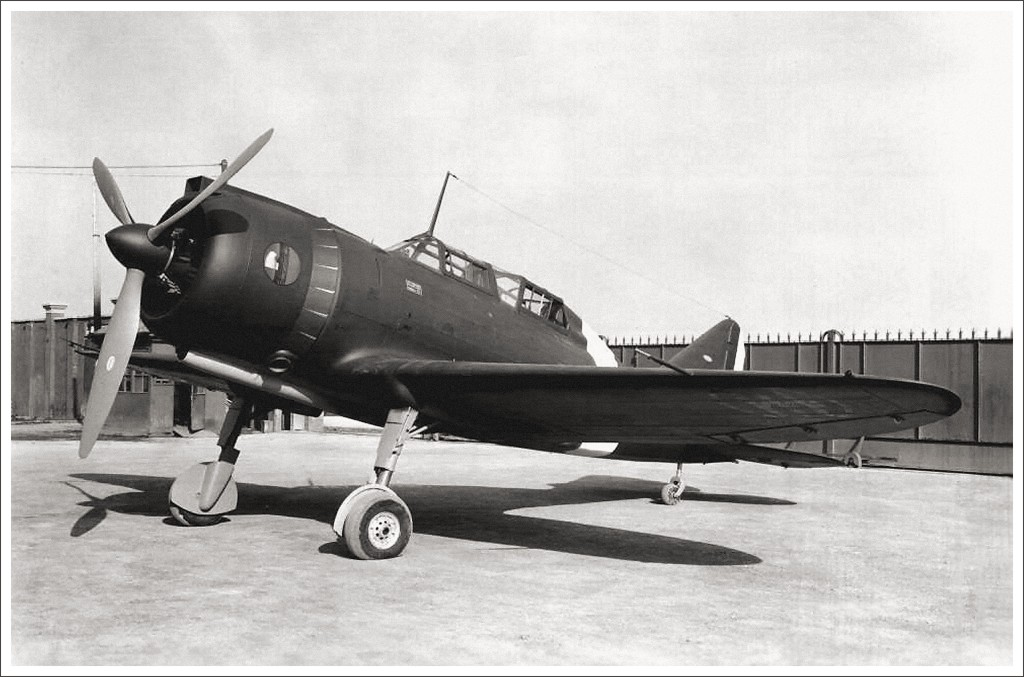
Il prototipo del Re.2003, matricola MM.478.

Il prototipo, ai comandi di Francesco Agello, venne portato in volo per la prima volta il 29 luglio 1941 dal campo di volo aziendale a Reggio Emilia, confermando le buone caratteristiche del modello dal quale derivava. Dopo un primo esame il Ministero dell'aeronautica richiese una serie di modifiche minori che riguardavano la cabina dell'osservatore, per migliorare la visibilità, e la predisposizione per l'installazione di fotocamere panoramiche e fotoplanimetriche.
Le successive prove di volo del modello, dotato delle nuove modifiche, furono valutate positivamente ed il 16 dicembre 1941 venne emesso un ordine di fornitura per il Re.2003 di preserie, che assunse la matricola MM.12415, e per i successivi 200 esemplari di serie (MM.12416-12615).

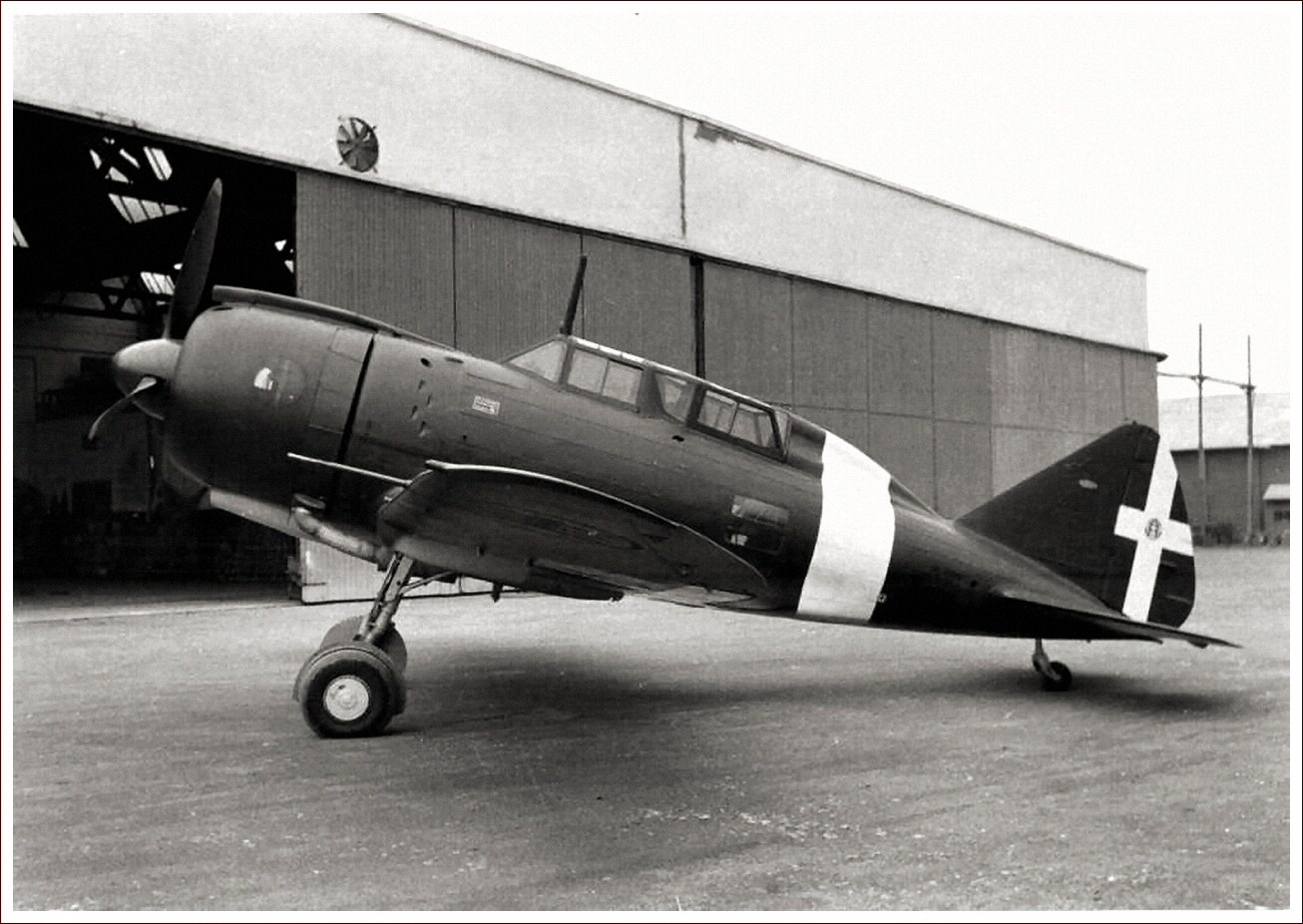
L'esemplare di preserie del Re.2003, matricola MM.12415.

Il primo volo del Re.2003 MM.12415, caratterizzato dall'adozione degli attacchi per il carico di caduta e per il gruppo motoelica simile al Re.2002, venne effettuato, sempre a Reggio Emilia, il 13 ottobre 1942 ai comandi di Alfonso Caracciolo. In seguito viene sostituito da Tullio De Prato che sostiene le successive prove effettuate presso l'aeroporto di Guidonia dal 20 novembre. Benché le prestazioni si rivelarono leggermente inferiori a quelle previste in fase progettuale il nuovo modello manteneva quelle, già ottime, del Re.2000.
Il Re.2003 non era però privo di difetti radicali di concetto e progettazioni. Concettualmente i ricognitori in uso presso nemici ed alleati erano pensati o per superare i caccia nemici come quota massima operativa (soprattutto nel caso dei ricognitori strategici), o come velocità massima (soprattutto i ricognitori tattici), mentre gli apparecchi da osservazione erano pensati per muoversi (magari a bassissima velocità) a quote minime ed erano sempre dotati di armamento difensivo (e spesso anche offensivo). Il ricognitore della Reggiane invece sembrava una riedizione del vecchio concetto di ricognitore generico (e con buona visibilità) amato dalla Regia Aeronautica negli anni trenta. Questo malgrado tra i prototipi si tentasse di fornire aerei dalle prestazioni superiori (come il Piaggio P.111 o il progettato, ma mai realizzato, ricognitore Bellomo), ancora meno considerati dalle commissioni ministeriali.
L'avversa situazione bellica in cui versava l'Italia nel periodo consigliarono di dare priorità a velivoli da combattimento e l'originale contratto di 200 Re.2003 venne commutato in due soli esemplari più 198 caccia monoposto Re.2002, commessa che vede i due Re.2003, al luglio 1943, ancora in fase di completamento, l'MM.12415 quasi completo ed un secondo in assemblaggio.

## Tecnica

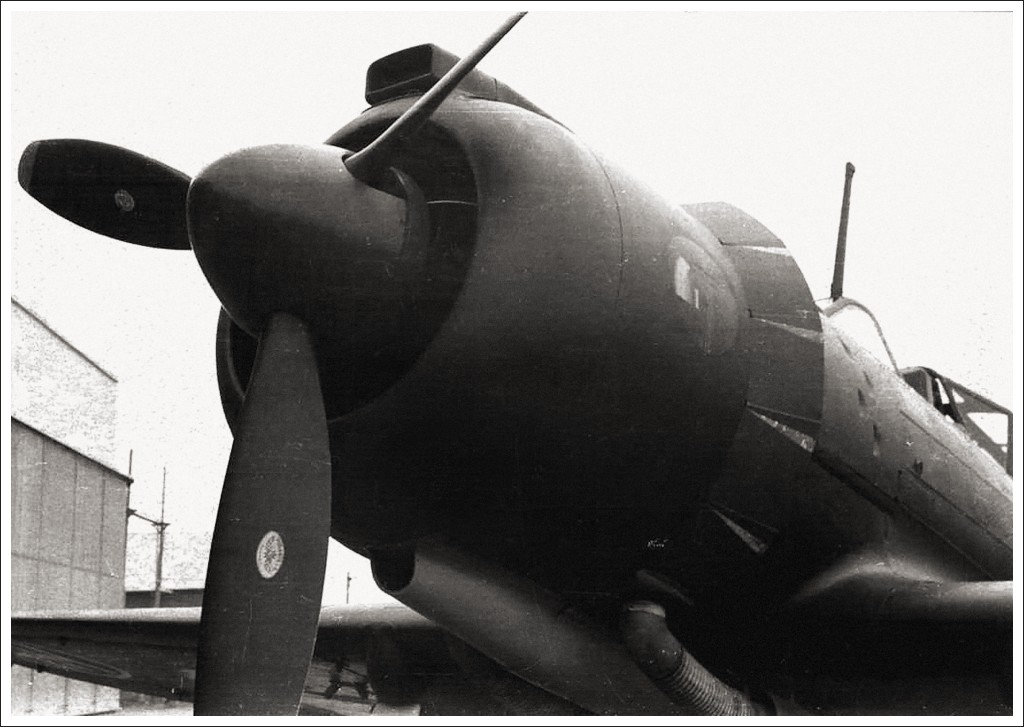
Il Re.2003, matricola MM.12415; particolare della sezione frontale, motore ed elica.

Il Re.2003 era un velivolo di impostazione classica, di costruzione interamente metallica, che conservava l'aspetto generale dei modelli che lo avevano preceduto, monomotore monoplano ad ala bassa con carrello retrattile, con la sola eccezione dell'abitacolo biposto chiuso sotto un unico lungo tettuccio e dell'inserimento di finestrature laterali ed inferiori per favorire il compito dell'osservatore. Per la precisione le somiglianze del primo prototipo, ricavato modificando un Re.2000, erano più affini a questo modello mentre il modello di preserie MM.12415 aveva acquisito le migliorie aerodinamiche del Re.2002.

## Impiego operativo
Il solo esemplare di cui si ha notizia abbia avuto un reale impiego operativo, se pur non nel suo originario ruolo, è il Re.2003 MM.478. Il velivolo, che l'8 settembre 1943, data del Proclama Badoglio, risultava assegnato alla 1ª Squadriglia di Riserva Aerea delle FF.NN. presso Sarzana, venne prelevato e requisito dal personale della Wehrmacht e ricollocato presso gli stabilimenti Caproni a Taliedo. In quell'ambito, tra i mesi di marzo e settembre 1944, venne utilizzato come aereo da addestramento per la formazione di piloti della Luftwaffe destinati all'utilizzo dei caccia Re.2002 prodotti localmente.
Del secondo esemplare, il Re.2003 MM.12415, non si hanno notizie.